# Nitocrellopsis rouchi
Nitocrellopsis rouchi is een eenoogkreeftjessoort uit de familie van de Ameiridae. De wetenschappelijke naam van de soort is voor het eerst geldig gepubliceerd in 1999 door Galassi, De Laurentiis & Dole-Olivier.